# Parafroneta minuta
Parafroneta minuta là một loài nhện trong họ Linyphiidae.
Loài này thuộc chi Parafroneta. Parafroneta minuta được A. David Blest miêu tả năm 1979.